# Héloup
Héloup is een gemeente in het Franse departement Orne (regio Normandië). De plaats maakt deel uit van het arrondissement Alençon. Héloup telde op 1 januari 2022 887 inwoners.

## Geografie
De oppervlakte van Héloup bedroeg op 1 januari 2022 12,96 vierkante kilometer; de bevolkingsdichtheid was toen 68,4 inwoners per km².

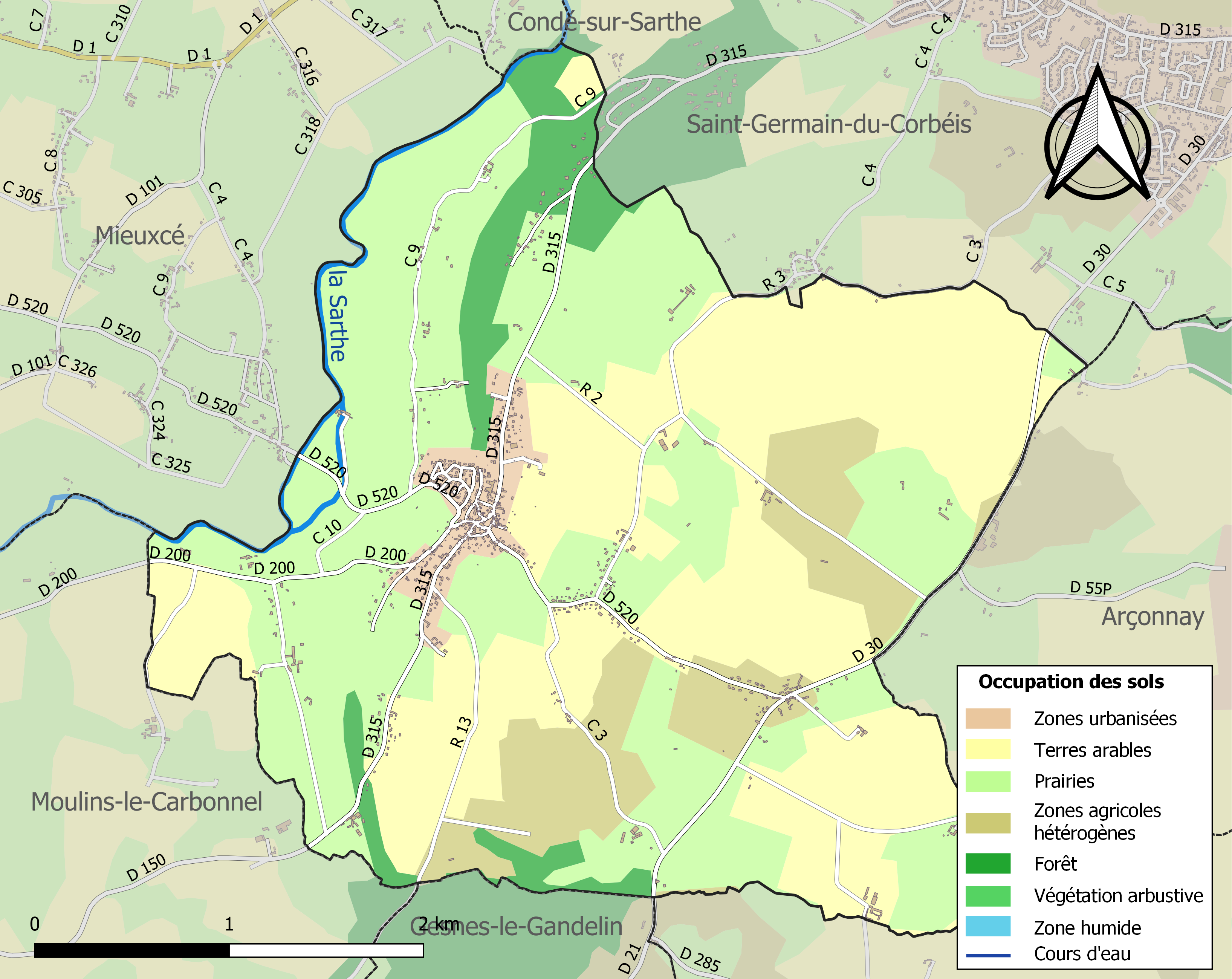
Kaart van de gemeente met belangrijkste infrastructuur, bodemgebruik en omliggende gemeenten

## Demografie
Onderstaande figuur toont het verloop van het inwonertal (bron: INSEE-tellingen).